# Max von Bock und Polach

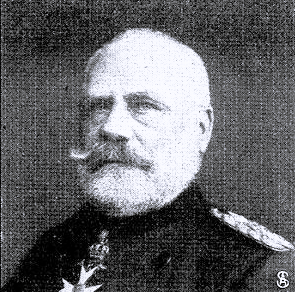
Max von Bock und Polach

Max von Bock und Polach (5 de septiembre de 1842 - 4 de marzo de 1915) fue un Mariscal de Campo prusiano.  Sirvió en el ejército durante las tres guerras de unificación de Alemania bajo el liderazgo del Primer Ministro Otto von Bismarck.

## Primeros años
Max provenía de la antigua familia von Bock un Polack de Meissen y era el segundo hijo del capitán prusiano Ernst von Bock und Polach (1799-1849). Su hermano mayor fue el futuro alcalde de Mülheim an der Ruhr, Karl von Bock und Polach (1840-1902).

## Carrera militar
Después de visitar el Cuerpo de Cadetes, Bock und Polach se unió al ejército junto a su hermano Karl, en 1860, como teniente segundo en el Regimiento de Infantería N.º 55. En 1864 luchó en la guerra pruso-danesa. Durante la guerra franco-prusiana, sirvió como adjunto del Teniente General Adolf von Glümer, un miembro del Estado Mayor de la 13.ª División y se le concedió la Cruz de Hierro II Clase.
Fue promovido al rango de capitán. Retornó de la guerra y enseñó en el Colegio de Guerra en Hanóver. Poco después, fue transferido al Regimiento de Infantería N.º 16. En 1872 se convirtió en miembro à la suite del 6.º Regimiento de Infantería de Westfalia "Graf Bülow de Dennewitz" N.º 55.
Von Bock und Polach pasó a ser Mayor General en 1890. Retornó un año después como miembro de la Alta Comisión de Estudios Militares e intendente en el Estado Mayor General. Con su promoción a teniente general en 1893, fue nombrado comandante de la 20.ª División en Hannover. Von Bock und Polach fue después promovido a general de infantería en 1897, como comandante general del Cuerpo de Guardia.
Lideró el XIV Cuerpo de Ejército en Karlsruhe entre el 27 de enero de 1902 y el 10 de septiembre de 1907. En 1907 se convirtió en inspector general del III Ejército en Hannover. El 18 de septiembre de 1908 fue nombrado Coronel General. Junto a Alfred von Schlieffen y Colmar von der Goltz, fue nombrado Mariscal de Campo por el emperador en la celebración de año nuevo el 1 de enero de 1911.
En otoño de 1912 solicitó su renuncia, que fue concedida con efecto el 13 de septiembre de 1912.

## Familia
Von Bock und Polach se casó el 19 de abril de 1873 en la Haus Mehrum con Mathilde, Baronesa von Plettenberg (1850-1924). Tuvieron tres hijas.

## Honores
Condecoraciones alemanas
- Prusia:
  - Gran Cruz del Águila Roja, con Hojas de Roble y Espadas, y con Espadas en Anillo
  - Caballero de la Corona Prusiana, 1.ª Clase
  - Cruz de Gran Comandante de la Real Orden de Hohenzollern
  - Cruz de Hierro (1870), 2.ª Clase
  - Cruz al Servicio
  - Caballero del Águila Negra, con Collar, 27 de enero de 1902
- Hohenzollern: Cruz de Honor de la Principesca Orden de Hohenzollern, 1.ª Clase
- Reino de Baviera: Gran Cruz de la Orden al Mérito Militar
- Gran Ducado de Baden:[2]
  - Comandante del León de Zähringen, 2.ª Clase con Hojas de Roble, 1888
  - Caballero de la Orden de la Fidelidad, 1904; con Estrella en Diamantes, 1907
- Ducado de Brunswick: Gran Cruz de Enrique el León, 1895;[3] with Swords
- Ducados Ernestinos: Gran Cruz de la Orden de la Casa Ernestina de Sajonia
- Hesse-Darmstadt: Gran Cruz de la Orden de Luis
- Lippe: Cruz de Honor de la Orden de la Casa de Lippe, 1.ª Clase
- Mecklemburgo: Gran Cruz de la Corona Wéndica, con Corona Dorada
- Gran Ducado de Oldemburgo: Gran Cruz de Honor de la Orden de Pedro Federico Luis
- Sajonia-Weimar-Eisenach: Gran Cruz del Halcón Blanco
- Reino de Sajonia: Comandante de la Orden de Alberto, 1.ª Clase
- Schaumburg-Lippe:
  - Cruz de Honor de la Orden de la Casa de Schaumburg-Lippe, 1.ª Clase
  - Medalla al Mérito Militar, con Espadas
- Reino de Wurtemberg:
  - Comandante de la Orden de Federico, 1.ª Clase, 1893[4]
  - Gran Cruz de la Corona de Wurtemberg

Condecoraciones extranjeras
- Imperio austríaco:[5]
  - Caballero de la Corona de Hierro, 3.ª Clase con Decoración de Guerra, 1864
  - Gran Cruz de la Orden imperial de Leopoldo, 1900; en Diamantes, 1901
- Reino de Italia: Gran Cruz de los Santos Mauricio y Lázaro
- Imperio del Japón: Gran Cordón del Sol Naciente
- Países Bajos: Gran Cruz de la Orden de Orange-Nassau
- Imperio otomano: Orden de Osmanieh, 1.ª Clase
- Imperio ruso: Caballeros del Águila Blanca
- Siam: Gran Cruz del Elefante Blanco